# Napoleonnetje
Het napoleonnetje (Estrilda troglodytes) is een klein vogeltje uit de familie van de prachtvinken (Estrildidae),  oorspronkelijk afkomstig uit West- en Midden-Afrika.

## Kenmerken
De totale lengte van kop tot puntje van de staart is 10 centimeter en de vogel weegt 6,9 tot 8,2 g. De bovenzijde van het napoleonnetje is grijsbruin, de vleugels hebben donkerbruine lijnen. De onderzijde is wat lichter grijsbruin met iets roze, achter op de buik rozerood. De snavel en de oogstreep zijn rood en de staart bruin met zwart en de stuit bijna wit. Hij lijkt wel wat op het Sint Helenafazantje, maar is minder scherp getekend en is ook wat kleiner. De geslachten zijn bijna niet van elkaar te onderscheiden, het vrouwtje (de pop) is over het algemeen iets fletser van kleur.

## Verspreiding en leefgebied
Het napoleonnetje komt voor in de gordel van savanne- en steppegebieden van West-Afrika, van Senegal en Gambia tot in Oeganda en Ethiopië. Het leeft daar soms in grote groepen met andere prachtvinken in een habitat dat bestaat uit droge grasvlakten, met hier en daar begroeiing, met dichte bosjes, doornig struikgewas en aan de voet van geïsoleerde rotsheuvels.
Ontsnapte kooivogels hebben verwilderde populaties gevormd in Japan,  op Hawaï en in het Caraïbisch gebied. In Japan zijn mogelijk al 10.000 broedparen aanwezig.

### Voortplanting
Water is er altijd direct in de buurt te vinden, nooit verder dan ongeveer een halve kilometer van de nesten verwijderd. De nestjes worden op ongeveer 25-35 centimeter vanaf de grond gemaakt in laag dichtbegroeid kreupelhout. Het wordt gebouwd van fijne materialen, kogelvormig met een insluipgang van ongeveer 15 a 20 centimeter. In hun natuurlijke omgeving is dit pure noodzaak, omdat er in deze droge streken veel eierdieven zijn, zoals kleine knaagdiertjes. De nestelperiode valt in november/december. Het aantal nakomelingen is 7 a 8 stuks per twee nesten. Wegens de grote aantallen is er een geregelde import van dit zeer vreedzame vogeltje.
Het voedsel voor de jongen bestaat de eerste 8 dagen uit enkel en alleen insecten, daarna worden er zaden aan toegevoegd en zodra ze het nest verlaten, bestaat het voedsel voor zeker 80% uit zaden.

## Status
De grootte van de Afrikaanse populaties is niet gekwantificeerd. De vogel is wijdverspreid en plaatselijk algemeen. Om deze redenen staat deze prachtvink als niet bedreigd op de Rode Lijst van de IUCN.

## Verzorging als kooivogel
Deze levendige vogels zijn heel gemakkelijk te houden in een gemengde (buiten)volière. Ze gaan probleemloos om met andere vogels en soortgenoten. Zelfs tijdens de broedperiode maken ze zelden ruzie. Het zijn geen tere vogeltjes maar ze kunnen niet tegen vorst en moeten ’s winters dus in een verwarmd hok of binnen gehouden worden.
Het menu bestaat uit een zaadmengsel voor tropische vogels, trosgierst en onkruidzaden. Tijdens de broedperiode ook kleine insecten en eivoer.
Water, maagkiezel en grit moeten natuurlijk altijd ter beschikking staan.